# Affi
Affi est une commune de la province de Vérone, dans la région Vénétie, en Italie.

## Administration
| Période                                  | Période | Identité | Étiquette | Qualité |
| ---------------------------------------- | ------- | -------- | --------- | ------- |
|                                          |         |          |           |         |
| Les données manquantes sont à compléter. |         |          |           |         |

### Frazione
Affi, Incaffi e Caorsa.

### Communes limitrophes
Bardolino, Cavaion Veronese, Costermano, Rivoli Veronese.